# Tiszalök
Tiszalök è una città di 6.028 abitanti situata nella contea di Szabolcs-Szatmár-Bereg, nell'Ungheria nord-orientale.